# Pistojský synod (1786)
Pistojský synod byl diecézní synod diecézí Pistoia a Prato, který se ve dnech 19.–28. září 1786 konal za předsednictví místního biskupa Scipiona de' Ricciho a pod patronací toskánského velkovévody Pietra Leopolda. Výraznou osobností na synodu byl Pietro Tamburini, profesor pavijské univerzity. Synod byl pokusem o reformu katolické církve v duchu jansenismu a febronianismu, měl být východiskem národní toskánské synody a reformy církve v Toskánsku. Papež Pius VI. závěry pistojského synodu odsoudil v bule Auctorem Fidei z roku 1794. Jako heretická odsoudil zejména tato tvrzení Pistojského synodu:
- Lidé dnes už nemohou porozumět pravdám víry a křesťanské morálce (1)
- Moc byla Bohem svěřena společenství, aby jím byla demokraticky delegována autoritě, definice církve jako "společenství" (2)
- Římský papež je jen služebnou hlavou, dostává moc od církve (3)
- Církev může pouze radit a přemlouvat, ne nařizovat, soudit a trestat (5)
- Biskup má plnou moc k řízení své diecéze, třeba se snažit o decentralizaci a omezení pravomocí Apoštolského stolce (6)
- Biskup může vydávat nařízení v rozporu s tradicí a zvyky (7)
- Kněží mají být soudci spolu s biskupem (10)
- Rozhodnutí v otázkách víry pocházejí pouze z jisté partikulární církve v minulosti a nejsou dostatečně doloženy (11)
- Mystické tělo Kristovo sestává jen z Krista hlavy a z věřících, bez hierarchické struktury (15)
- Morálka, Boží zákon a evangelium jsou jen neuskutečnitelné ideály (19)
- Milost Boží je jen tehdy pravdivá, když je pocítěna v srdci (21)
- Strach z pekla není sám o sobě dobrý a užitečný jako nadpřirozený dar k vyhýbání se hříchu a zamilování si spravedlnosti (25)
- Podíl věřících na Beránku je podstatnou součástí oběti ve mši svaté (28)
- Pojem transsubstanciace je jen scholastické nástrojem na ochranu vyznání (29)
- V každém chrámu má být jen jeden oltář podle údajného starobylého zvyku (31)
- Posvátné relikvie a květiny by neměly být umístěny na oltáři (32)
- Obřady liturgie by měly být zjednodušeny a měly by se vyjadřovat v řeči lidu a nahlas (33)
- Obřady svátosti pokání jsou jen přídavky století, snižujícími její důstojnost (34)
- Název svátosti (pokání) se má ponechat pouze formálně, protože důležité je smíření (35)
- Vyznávat i lehké hříchy při zpovědi by se nemělo (39)
- Odpustek je jen upuštěním od pokání, nařízeného pro hříšníka kánony Církve (40)
- Exkomunikace není duchovním, ale pouze kanonickým trestem, vylučuje dotyčného jen z vnějšího církevního obcování (46)
- Exkomunikace "ipso facto" nemá jiné účinnosti, nýbrž pouze jako hrozba (47)
- Formule obecného rozhřešení od exkomunikací, do kterých mohli věřící upadnout, je ve svátosti pokání zbytečná (48)
- Nižší svěcení mohou být vynechána (51)
- Z liturgie a z kolegií by měl být odstraněn nižší klérus a měla by se popřát účast laikům (55)
- Světská moc má právo rozhodovat, kdy je manželství platné i rozhodovat o překážkách jeho uzavření (59, 60)
- Účinnost kladena v pevný počet modliteb a zbožných pozdravů je obecně pověrčivá (64)
- V misiích je úplné obrácení jednotlivce vzácné a jeho vnější znaky jsou jen přechodným jásotem a přirozenými emocemi (65)
- Měl by se usnadnit způsob a otevřít možnosti zapojení lidu do hlasu Církve v liturgii a do modliteb by měl být zaveden lidový jazyk (66)
- Pouze skutečná neschopnost omlouvá od čtení Písma svatého, protože bez něj se člověku zatmí základní náboženské pravdy (67)
- Historicko-kritické komentáře k Písmu svatému mají být doporučené kněžím a věřícím na čtení (68)
- Specifickému kultu uctívání nějakého obrazu na daném místě by se mělo zamezit (70)
- Panně Marii se nemají přisuzovat jiné tituly a výsady kromě těch, jejichž tajemství je specificky vyjádřeno v Písmu svatém (71)
- Zavedení nových svátků odvozuje svůj původ od zanedbání zachovávání starých svátků a z falešných představ o jejich smyslu a podstatě (73)
- Přikázané svátky v průběhu roku mají být přesunuty na neděle (74)
- Scholastická metoda vytváří složité systémy, vedoucí k probabilismu a laxismu (76)
- Na smysl církevní služby a úřadů se v průběhu staletí zapomnělo (77)
- Články víry musí být odděleny od toho, co patří do disciplíny, v níž se má oddělit nezbytné od příliš těžkého břemene (78)
- Ohledně názorů, diskutovaných na katolických školách nemusí Apoštolský stolec nic definovat a prohlašovat (79)
- Množství a různost řeholí přirozeně vytváří zmatek a rozruch (82)
- Malá řeholní obec, žijící v občanské společnosti, aniž byla ve skutečnosti její součástí, vytvářejíc si vlastní monarchii na státě nezávislou, je nebezpečná pro občanské společné dobro (83)
- Svolání národní rady je dobrým způsobem pro urovnání náboženských sporů (85)